# Martin Nodl
Martin Nodl (* 9. září 1968) je český historik.
V letech 1988 až 1995 vystudoval historii na Filozofické fakultě Univerzity Karlovy v Praze s diplomovou prací Stříbro 1380-1420. Populace-migrace-integrace. Mezi lety 2011 až 2013 pak absolvoval doktorské studium na Filozofické fakultě Masarykovy univerzity v Brně, v jehož rámci obhájil disertační práci o Dekretu kutnohorském.
Působí v Centru medievistických studií Filosofického ústavu Akademie věd ČR a zároveň též vyučuje na Fakultě humanitních studií UK.
Zaměřuje se na pozdní středověk, zejména na sociální a kulturní dějiny, a také na dějiny historiografie.